# Бодериште
Бодериште је насељено мјесто у Босни и Херцеговини у Брчко дистрикту. Према попису становништва из 1991. у насељу је живјело 965 становника.

## Становништво
| Националност       | 1991.        | 1981.        | 1971.        |
| Хрвати             | 952 (98,65%) | 960 (97,75%) | 968 (99,07%) |
| Срби               | 2 (0,20%)    | 0            | 2 (0,20%)    |
| Муслимани          | 1 (0,10%)    | 0            | 1 (0,10%)    |
| Југословени        | 1 (0,10%)    | 9 (0,91%)    | 1 (0,10%)    |
| остали и непознато | 9 (0,93%)    | 13 (1,32%)   | 5 (0,51%)    |
| Укупно             | 965          | 982          | 977          |